# Gare de Port-de-Piles
Gare de Port-de-Piles vasútállomás Franciaországban, La Celle-Saint-Avant településen.

## Vasútvonalak
Az állomást az alábbi vasútvonalak érintik:
- Párizs–Bordeaux-vasútvonal

## Kapcsolódó állomások
A vasútállomáshoz az alábbi állomások vannak a legközelebb:
- Gare de Maillé (Paris Gare d’Austerlitz, Párizs–Bordeaux-vasútvonal)
- Gare des Ormes-sur-Vienne (Gare de Bordeaux-Saint-Jean, Párizs–Bordeaux-vasútvonal)